# Cotylidia decolorans
Cotylidia decolorans är en svampart som först beskrevs av Berk. & M.A. Curtis, och fick sitt nu gällande namn av A.L. Welden 1958. Cotylidia decolorans ingår i släktet Cotylidia, klassen Agaricomycetes, divisionen basidiesvampar och riket svampar.   Inga underarter finns listade i Catalogue of Life.